# Live Tour 2015-2016 "Follow Me Up" Final at Nakano Sun Plaza
Live Tour 2015-2016 "Follow Me Up" Final at Nakano Sun Plaza é o primeiro álbum ao vivo de Maaya Sakamoto. Foi lançado em 27 de julho de 2016 pela FlyingDog, um selo da gravadora Victor Entertainment e possui 27 faixas distribuídas em dois CDs.

## Produção
Para o álbum, Sakamoto incluiu músicas que não costumavam fazer parte de seus shows. A gravação ocorreu em sete de fevereiro de 2016 no Nakano Sunplaza, último dia da turnê de divulgação do álbum anterior, Follow Me Up.
Há participações especiais de outros músicos, como Katsutoshi Kitagawa do ROUND TABLE.
Uma edição especial limitada foi lançado contendo, além dos dois CDs, um livro de fotos e um DVD contendo cenas de bastidores, do próprio show e entrevistas gravadas posteriormente.
O álbum foi lançado no mesmo dia que o single "Million Clouds", abertura do anime Amanchu.

## Recepção
O álbum ficou quatro semanas no Oricon Albums Chart, chegando à 12ª posição. Chegou à 10ª posição na Billboard Japan (e à 14ª no Hot 100).

## Faixas
| CD1            |                                                     |                   |                     |                             |         |  |
| N.º            | Título                                              | Letras            | Música              | Arranjo                     | Duração |  |
| 1.             | "Follow Me"                                         | M. Sakamoto       | M. Sakamoto         | Zentaro Watanabe            | 6:31    |  |
| 2.             | "Gift" (de CLAMP School Detectives)                 | Yuho Iwasato      | Yoko Kanno          | Y. Kanno                    | 5:28    |  |
| 3.             | "Sonic Boom" (de Tsubasa Shunraiki)                 | M. Sakamoto       | Yuichi Ichikawa     | Y. Ichikawa                 | 4:47    |  |
| 4.             | "Be Mine!" (de Sekai Seifuku ~Bouryaku no Zvezda~)  | M. Sakamoto       | the band apart      | the band apart e Ryo Eguchi | 4:04    |  |
| 5.             | "Sanagi"                                            | M. Sakamoto       | Katsutoshi Kitagawa | K. Kitagawa                 | 4:28    |  |
| 6.             | "Arco" (de Code Geass: Akito the Exiled)            | Y. Iwasato        | Y. Kanno            | Y. Kanno                    | 5:48    |  |
| 7.             | "Waiting for the rain" (de Gakusen Toshi Asterisk)  | Rasmus Faber      | R. Faber            | R. Faber                    | 4:37    |  |
| 8.             | "Chibikko Folk"                                     | Hiroshi Ichikura  | Y. Kanno            | Y. Kanno                    | 4:27    |  |
| 9.             | "Kimi no Suki na Hito"                              | M. Sakamoto       | Kento Ohgiya        | K. Ohgiya                   | 5:06    |  |
| 10.            | "That is To Say"                                    | M. Sakamoto       | h-wonder            | h-wonder                    | 5:05    |  |
| 11.            | "DIVE"                                              | Y. Iwasato        | Y. Kanno            | Y. Kanno                    | 5:00    |  |
| 12.            | "Secrear" (de Monster Hunter Frontier G)            | Natsumi           | solaya              | solaya                      | 4:36    |  |
| 13.            | "T-shirt"                                           | M. Sakamoto       | Y. Kanno            | Y. Kanno                    | 6:10    |  |
| 14.            | "Mada Ugoku" (de Ghost in the Shell Shingekijouban) | Shintaro Sakamoto | Keigo Oyamada       | K. Oyamada                  | 5:41    |  |
| 15.            | "Replica" (de M3 ~Sono Kuroki Hagane~)              | M. Sakamoto       | Takahito Uchisawa   | T. Uchisawa                 | 4:17    |  |
| Duração total: | Duração total:                                      | Duração total:    | Duração total:      | Duração total:              | 76:04   |  |

| CD2            |                                                                                   |                |                                                            |                   |         |  |
| N.º            | Título                                                                            | Letras         | Música                                                     | Arranjo           | Duração |  |
| 1.             | "Hello"                                                                           | M. Sakamoto    | Shusui Kosugi, Robin Fredrikson, Ola Larsson, Fredrik Hult | Ryosuke Nakanishi | 5:05    |  |
| 2.             | "Shiawase ni Tsuite Watashi ga Shitteiru Itsutsu no Houhou" (de Koufuku Graffiti) | Y. Iwasato     | R. Faber                                                   | R. Faber          | 4:44    |  |
| 3.             | "Shikisai"                                                                        | M. Sakamoto    | la la larks                                                | la la larks       | 4:35    |  |
| 4.             | "Life Is Good"                                                                    | Tim Jensen     | Y. Kanno                                                   | Y. Kanno          | 4:05    |  |
| 5.             | "Platinum" (de Sakura Card Captors)                                               | Y. Iwasato     | Y. Kanno                                                   | Y. Kanno          | 4:15    |  |
| 6.             | "Kasuka na Melody"                                                                | S. Sakamoto    | Yu Sakai                                                   | Shin Kono         | 4:46    |  |
| 7.             | "Iris"                                                                            | M. Sakamoto    | M. Sakamoto                                                | Syoko Suzuki      | 5:46    |  |
| 8.             | "Singer-Songwriter"                                                               | M. Sakamoto    | M. Sakamoto                                                | S. Kono           | 6:45    |  |
| 9.             | "Sotsugyou Shashin" (de Tamayura ~Sotsugyou Shashin~ Part 4: Ashita)              | Yumi Matsutoya | Y. Matsutoya                                               | Hiroyasu Yano     | 4:45    |  |
| 10.            | "Magic Number" (de Kobato)                                                        | M. Sakamoto    | K. Kitagawa                                                | S. Kono           | 5:18    |  |
| 11.            | "Kore Kara" (de Tamayura ~Sotsugyou Shashin~)                                     | M. Sakamoto    | M. Sakamoto                                                | S. Kono           | 5:10    |  |
| 12.            | "Pocket wo Sora ni Shite" (de Escaflowne)                                         | Y. Iwasato     | Y. Kanno                                                   | Y. Kanno          | 5:12    |  |
| Duração total: | Duração total:                                                                    | Duração total: | Duração total:                                             | Duração total:    | 60:26   |  |